# Superammasso stellare
Un superammasso stellare (in inglese SSC o super star cluster) è un gigantesco ammasso stellare che contiene diverse migliaia di stelle, principalmente di classe spettrale O e B. Un SSC è circondato da una calda regione H II (ad una temperatura di circa 104 K),  costituita da gas ionizzato (un esempio di tali regioni sono le regioni H II ultra dense - UDHIIs -  nella nostra Via Lattea), intorno alla quale si trova una nube di polvere che assorbe la maggior parte della radiazione alle lunghezze d'onda del visibile provenienti dalle stelle del superammasso. Poiché l'estinzione visibile {\displaystyle A_{V}} è superiore di 30 magnitudini, gli SSC sono visibili solamente nelle microonde o nell'infrarosso.
Caratteristiche peculiari degli SSC sono una grande densità elettronica ({\displaystyle n_{e}=10^{3}}–{\displaystyle 10^{6}} cm{\displaystyle ^{-3}}) ed un'altrettanto elevata pressione ({\displaystyle P/}{\displaystyle k_{b}}{\displaystyle =10^{7}}–{\displaystyle 10^{10}} K cm{\displaystyle ^{-3}}). 
Alcuni astronomi ritengono, sulla base dei dati raccolti, che gli SSC siano i progenitori degli ammassi globulari. 

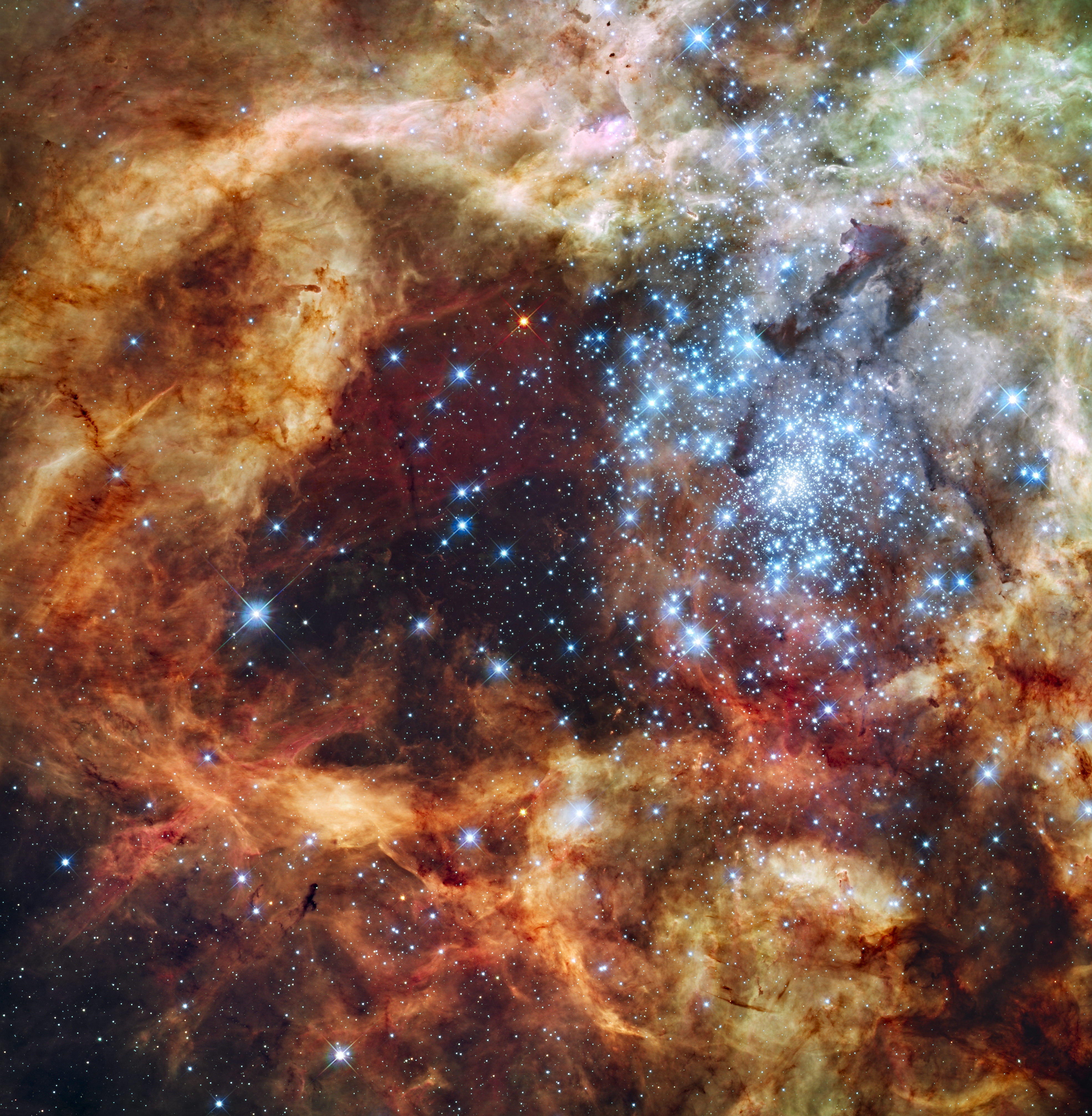
Immagine di R136, ripresa dal telescopio Hubble, un superammasso stellare, vicino al centro della nebulosa 30 Dorado.

Fino ad ora si pensava fossero oggetti solamente extragalattici perché era stata individuata la loro presenza in altre galassie, generalmente in galassie doppie, e siccome sono molto lontane lo studio della loro configurazione è risultato alquanto difficoltoso persino con i telescopi più potenti.
Ultimamente è stata scoperta l'esistenza  di uno di questi oggetti (denominato Westerlund 1) all'interno della Via Lattea, posizionato nella costellazione dell'Ara. Una densa nube di gas preclude alquanto l'osservazione delle stelle  che lo compongono, e rende difficoltoso l'analizzare le loro strutture sia la luminosità e le dimensioni; solamente qualche decina ne era stata individuata e queste stelle risultavano essere molto grandi.
Solamente dopo il 2005, grazie allo studio della radiazione proveniente dalle stelle al suo interno è stato possibile scoprire ed analizzare oltre 200 stelle, in particolare utilizzando la frequenza dell'infrarosso che non è bloccata dalla presenza del gas interstellare, e si è notato che il superammasso è formato da stelle con dimensioni che variano da dieci volte a qualche migliaio di volte superiore al nostro Sole; certi valori arrivano ad essere paragonati alla dimensione dell'orbita di Saturno, ed il tutto risulta compreso entro uno spazio di circa sei anni luce, ed hanno un'età attribuita, attorno ai 3 milioni di anni.  